# Saint Mary's University of Minnesota
La Saint Mary's University of Minnesota (SMUMN) è un'università privata di indirizzo cattolico con sede a Winona, nello stato americano del Minnesota.
Il Saint Mary's College fu fondato nel 1912 da Patrick Richard Heffron, vescovo di Winona, e fu affidato ai Fratelli delle scuole cristiane nel 1933. In origine i corsi erano riservati agli studenti di sesso maschile, ma nel 1969 iniziarono ad essere ammesse anche le studentesse. Prese il nome di Saint Mary's University of Minnesota nel 1925.